# Gerd Faltings
Gerd Faltings (Gelsenkirchen, Alemania 28 de julio de 1954) es un matemático alemán conocido por su trabajo en geometría algebraica aritmética. Entre 1972 y 1978 estudió matemática y física en la Universidad de Münster.
En 1978 recibió su doctorado en matemática y en 1981 obtuvo la venia legendi (Habilitación) en matemática, también en la Universidad de Münster. Durante este tiempo fue profesor asistente en dicha universidad. Entre 1982 y 1984 fue profesor en la Universidad de Wuppertal. Tras eso fue profesor en la Universidad de Princeton (1985-1994).
Se le concedió la Medalla Fields en 1986 por probar la conjetura de Mordell, que establece que cualquier curva proyectiva no singular de género g > 1 definida sobre un cuerpo de números K contiene sólo un número finito de puntos racionales en K.
Desde 1995 ha sido director del Instituto Max Planck para la Matemática en Bonn. En 1996 recibió el Premio Gottfried Wilhelm Leibniz de la Deutsche Forschungsgemeinschaft, que es el máximo honor concedido a la investigación en Alemania.
Miembro extranjero, elegido en 2016, de la Royal Society.